# Dolné Dubové
Dolní Dubové je obec na Slovensku v okrese Trnava.
V obci je římskokatolický kostel Panny Marie Nanebevzaté ze 13. století a kaple svatého Josefa Kalasanského. Na faře (v domě č. 35) byla v roce 2005 otevřena pamětní síň Jozefa Ignáce Bajzy.

## Galerie

Dolné Dubové
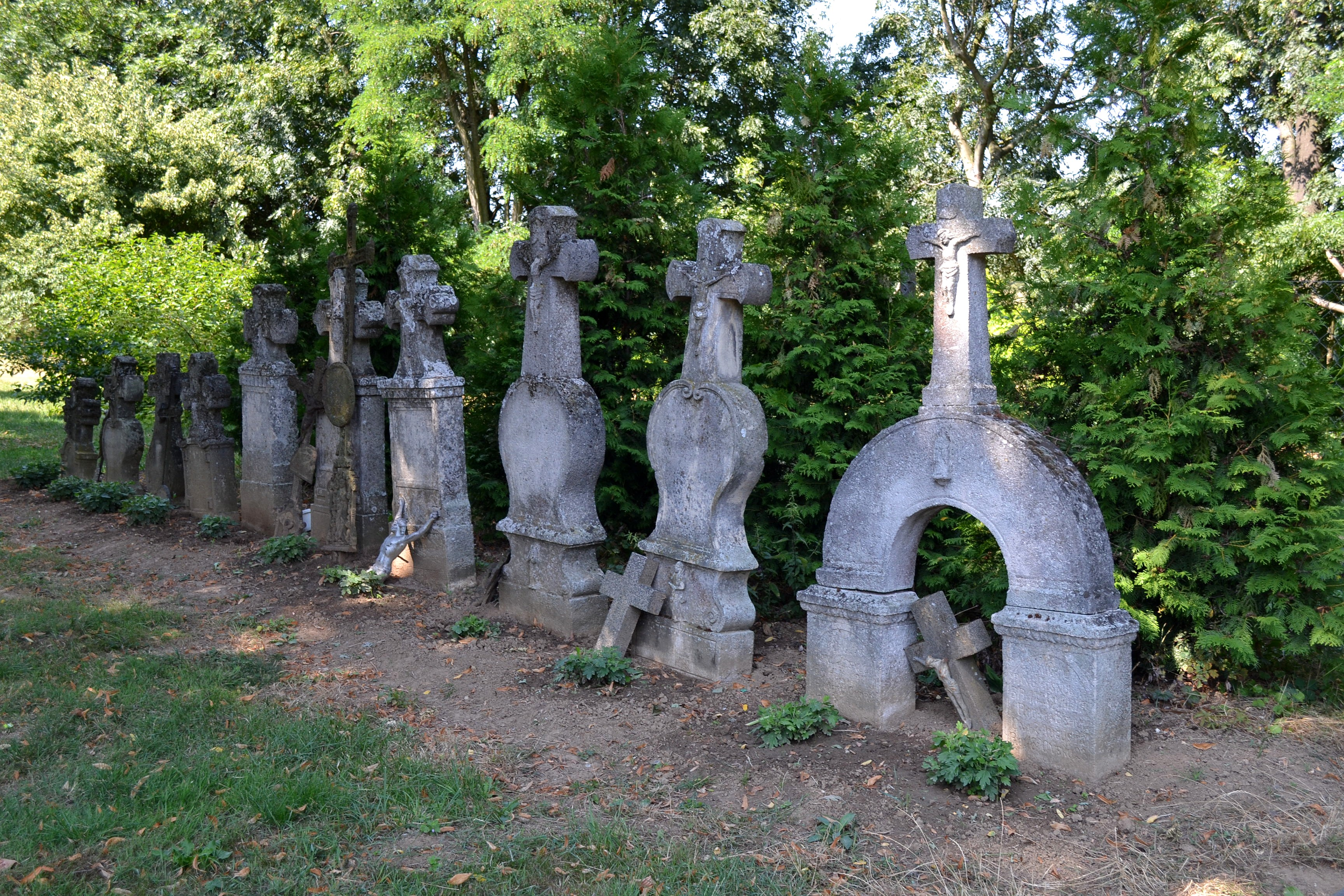
Lapidárium náhrobků na hřbitově
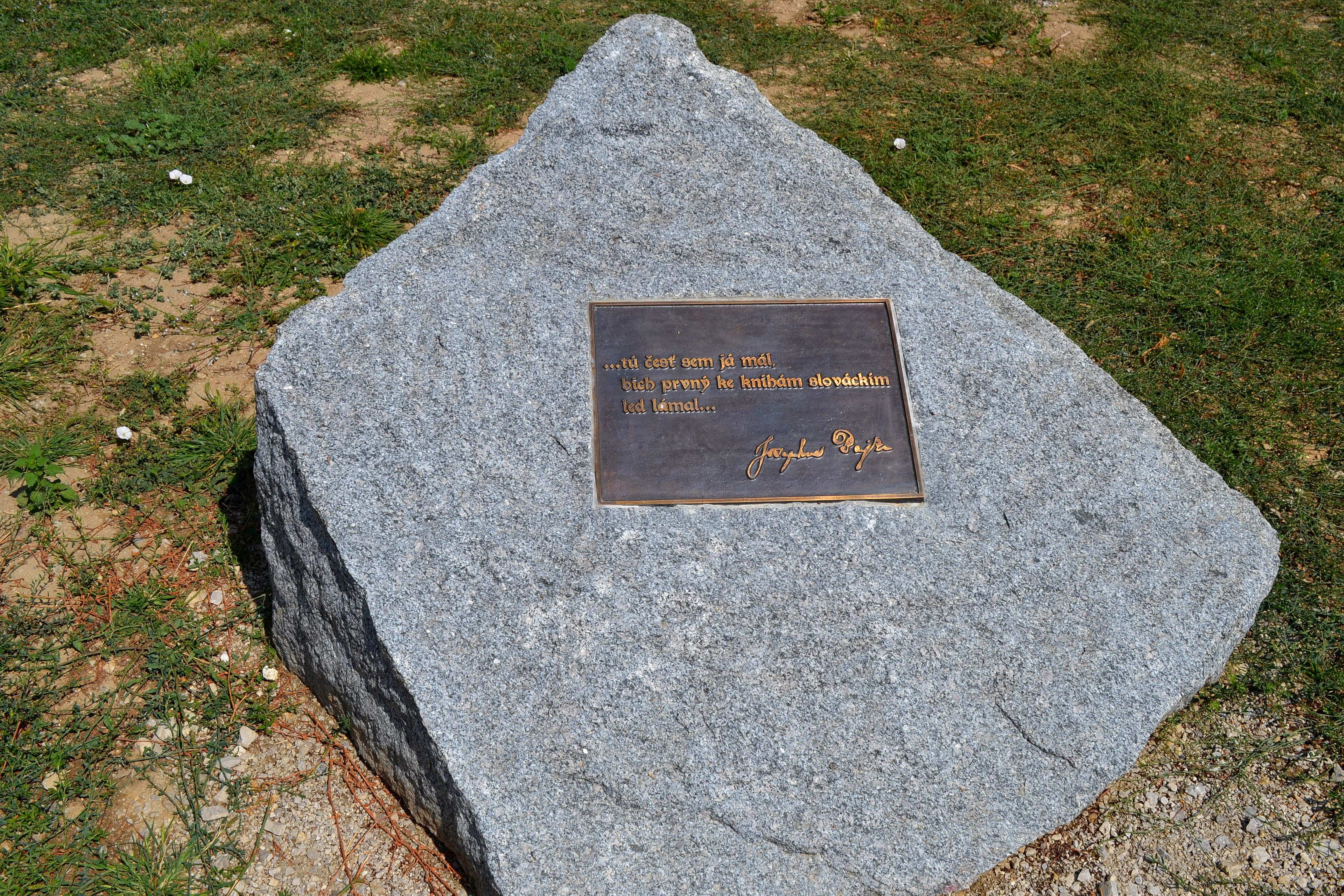
Pomník
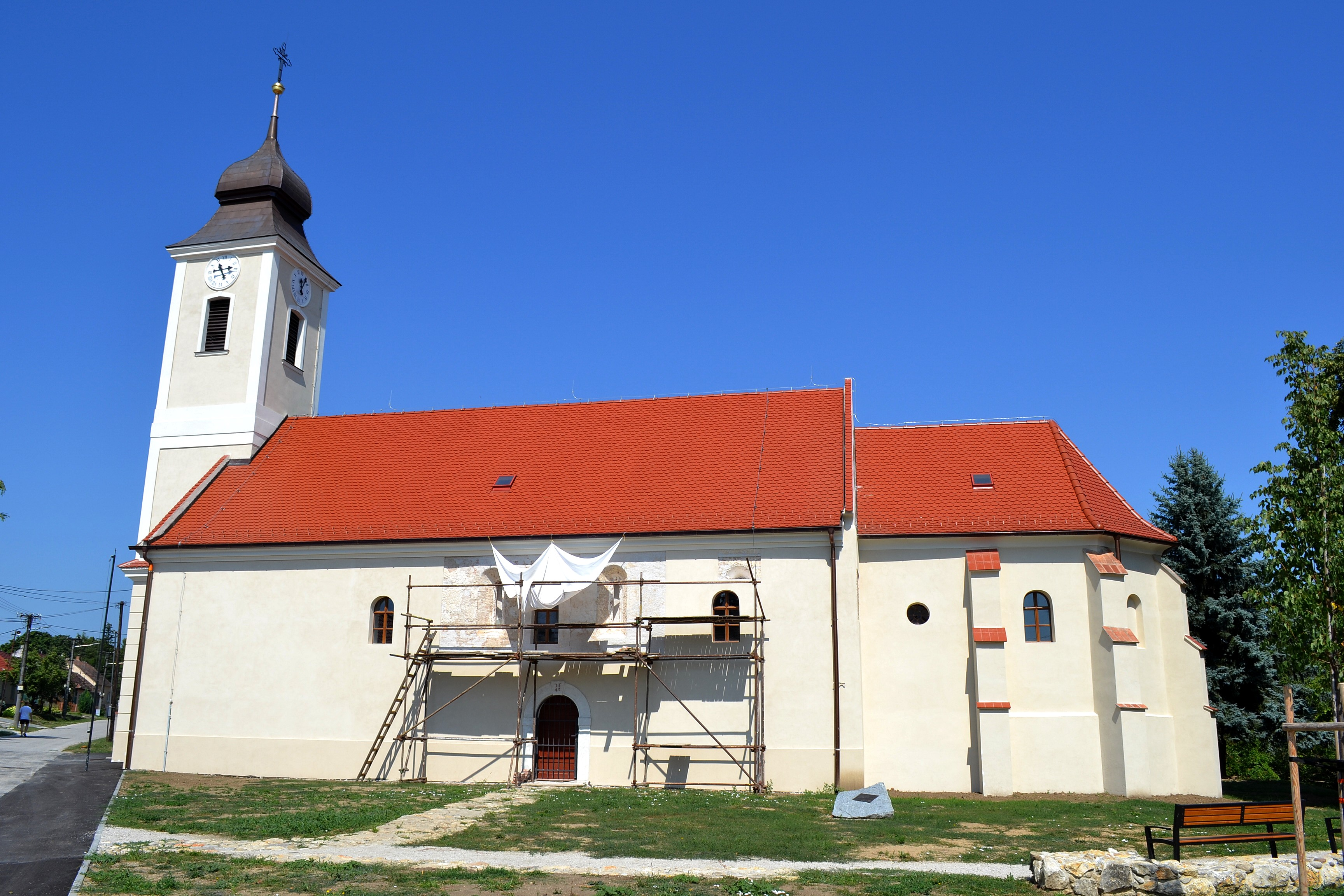
Kostel Nanebevzetí Panny Marie
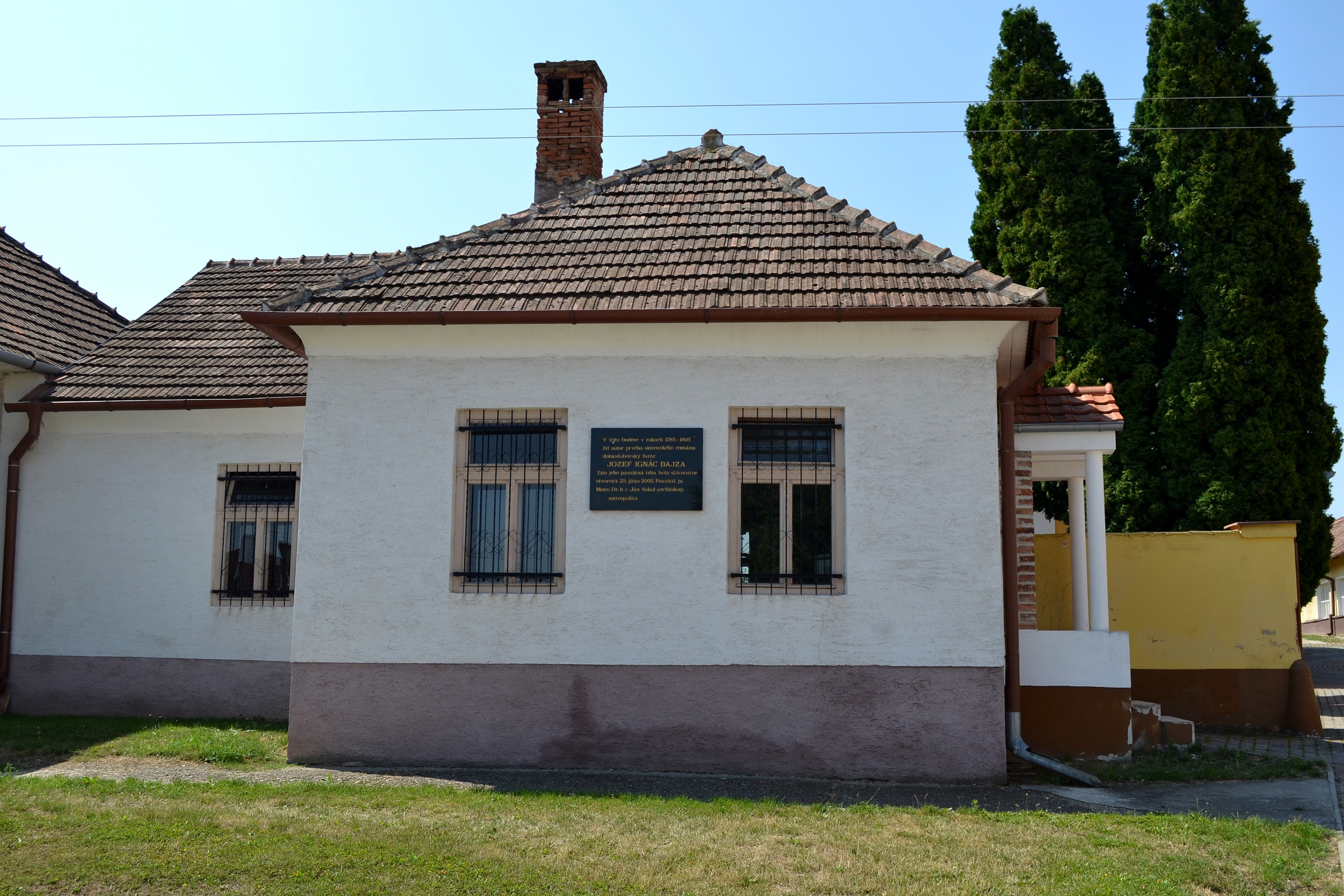
Dům J.I.Bajzy
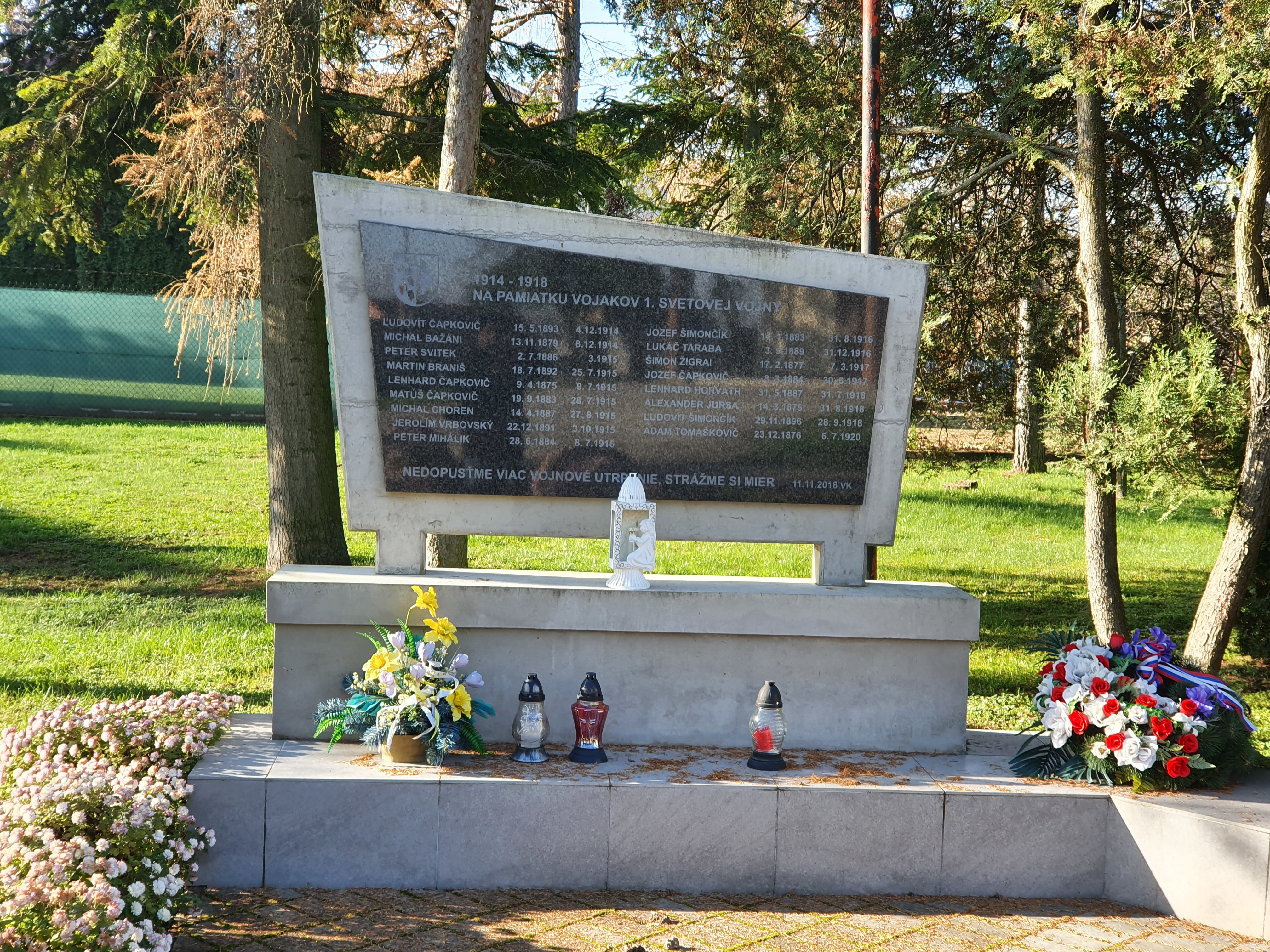
Památník obětem 1. sv. války
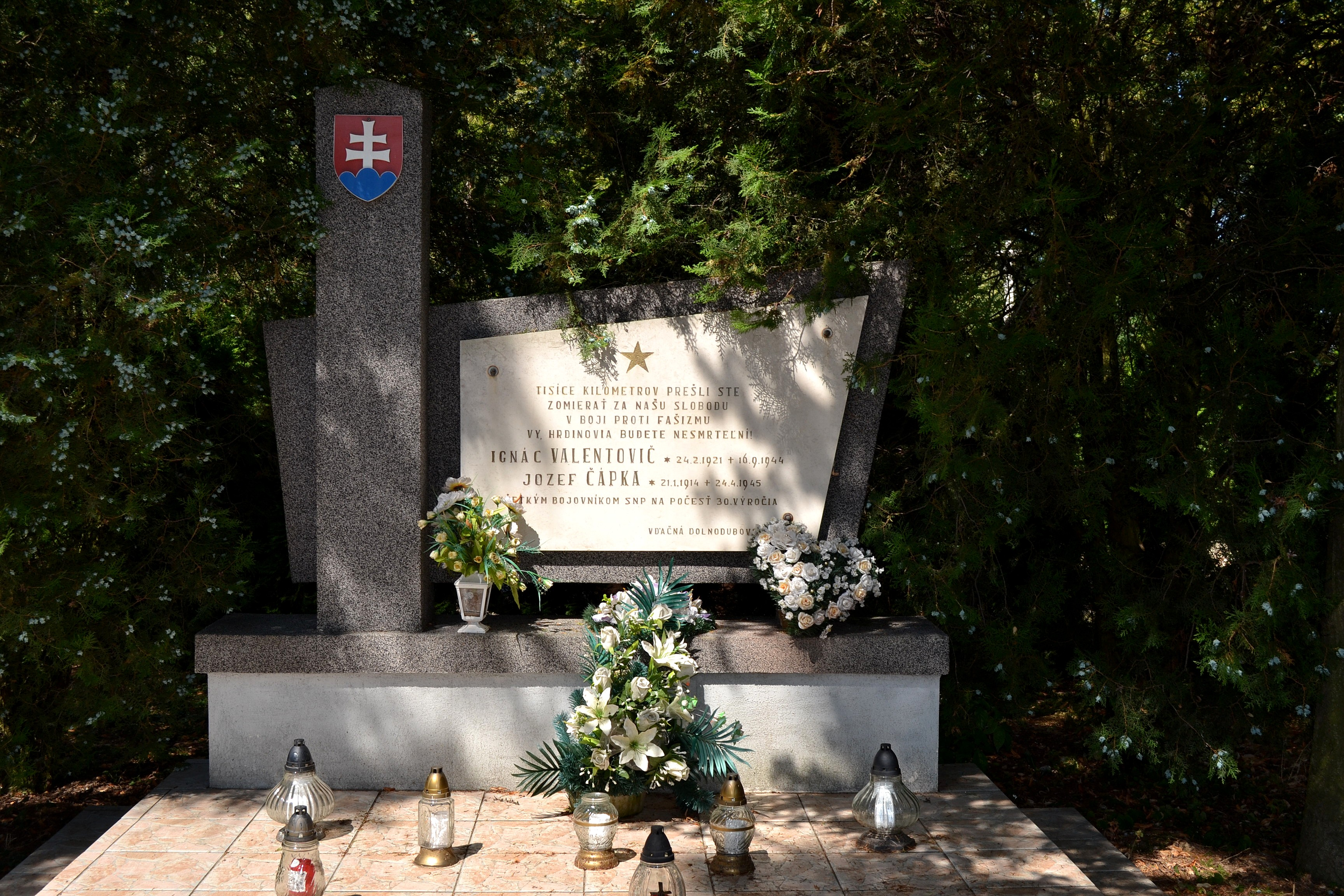
Památník obětem 2. sv. války

### Reference

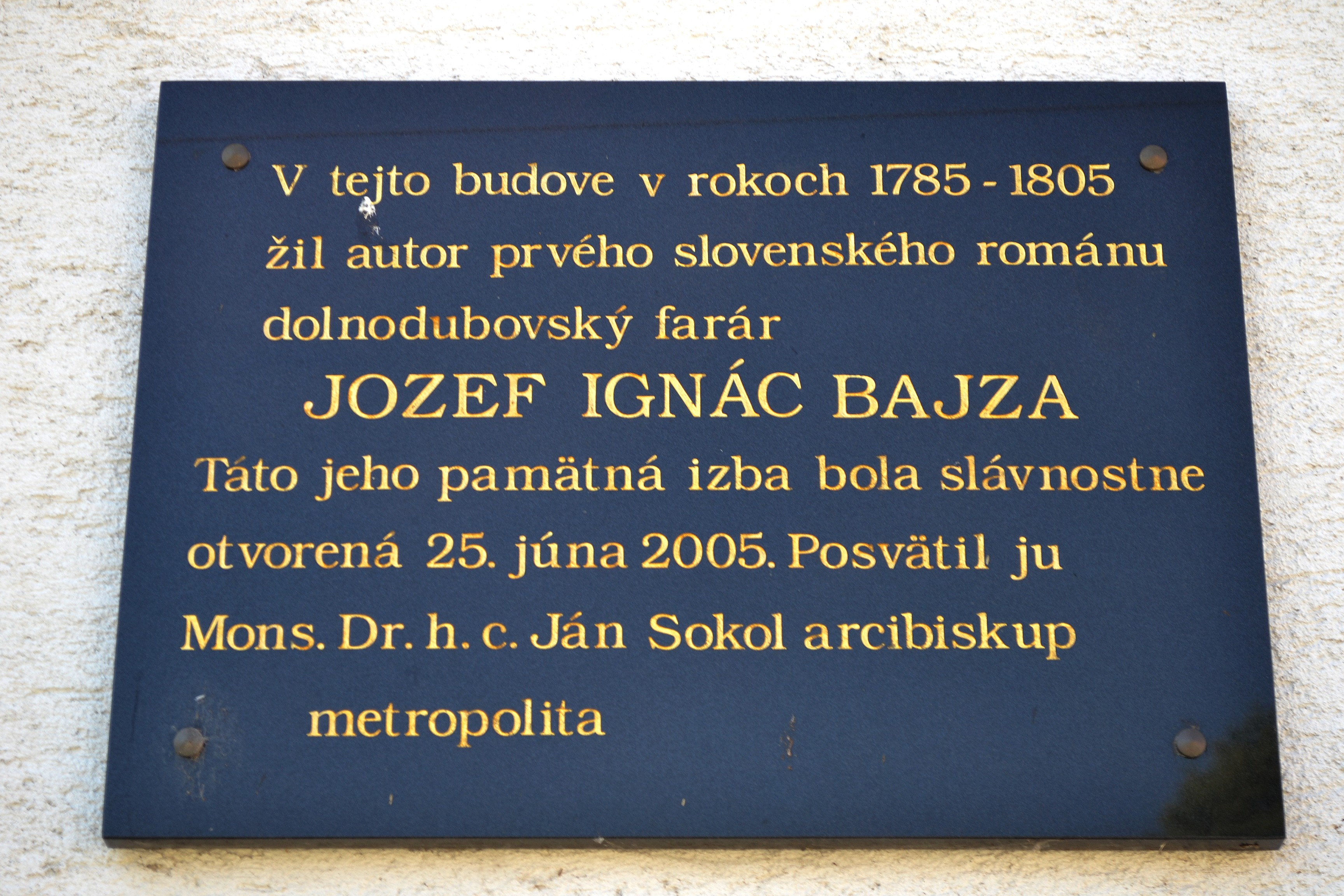